# Bacanius albiusi
Bacanius albiusi är en skalbaggsart som beskrevs av Yves Gomy 1978. Bacanius albiusi ingår i släktet Bacanius och familjen stumpbaggar. Inga underarter finns listade i Catalogue of Life.